# 熊方受
熊方受（?—?），字介兹，号定峯，一号梦庵，广西永康县（今扶綏縣）人。清朝政治人物。

## 生平
乾隆五十五年（1790年）进士，官至山东兖沂兵备道。工书法，风格在董其昌、笪重光之间，喜用浓墨，力透纸背。